# Geocaulon lividum
Geocaulon lividum là một loài thực vật có hoa trong họ Santalaceae. Loài này được (Richardson) Fernald mô tả khoa học đầu tiên năm 1928.

## Hình ảnh

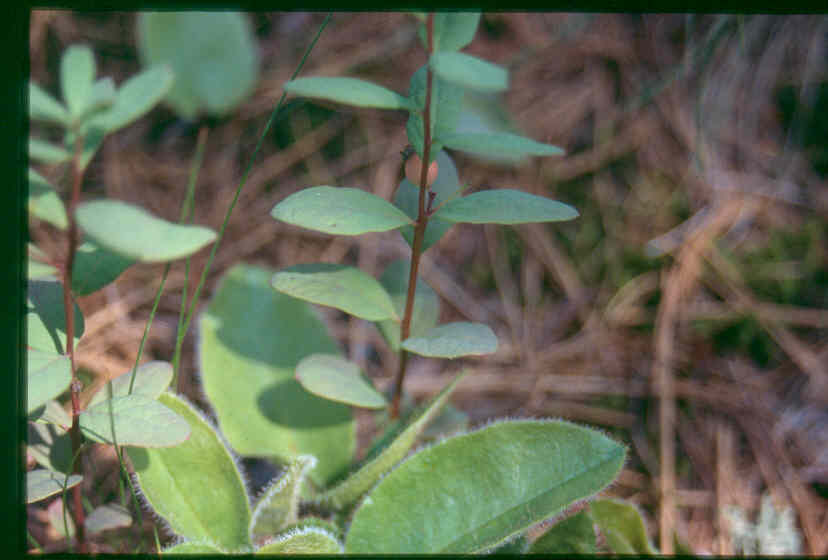
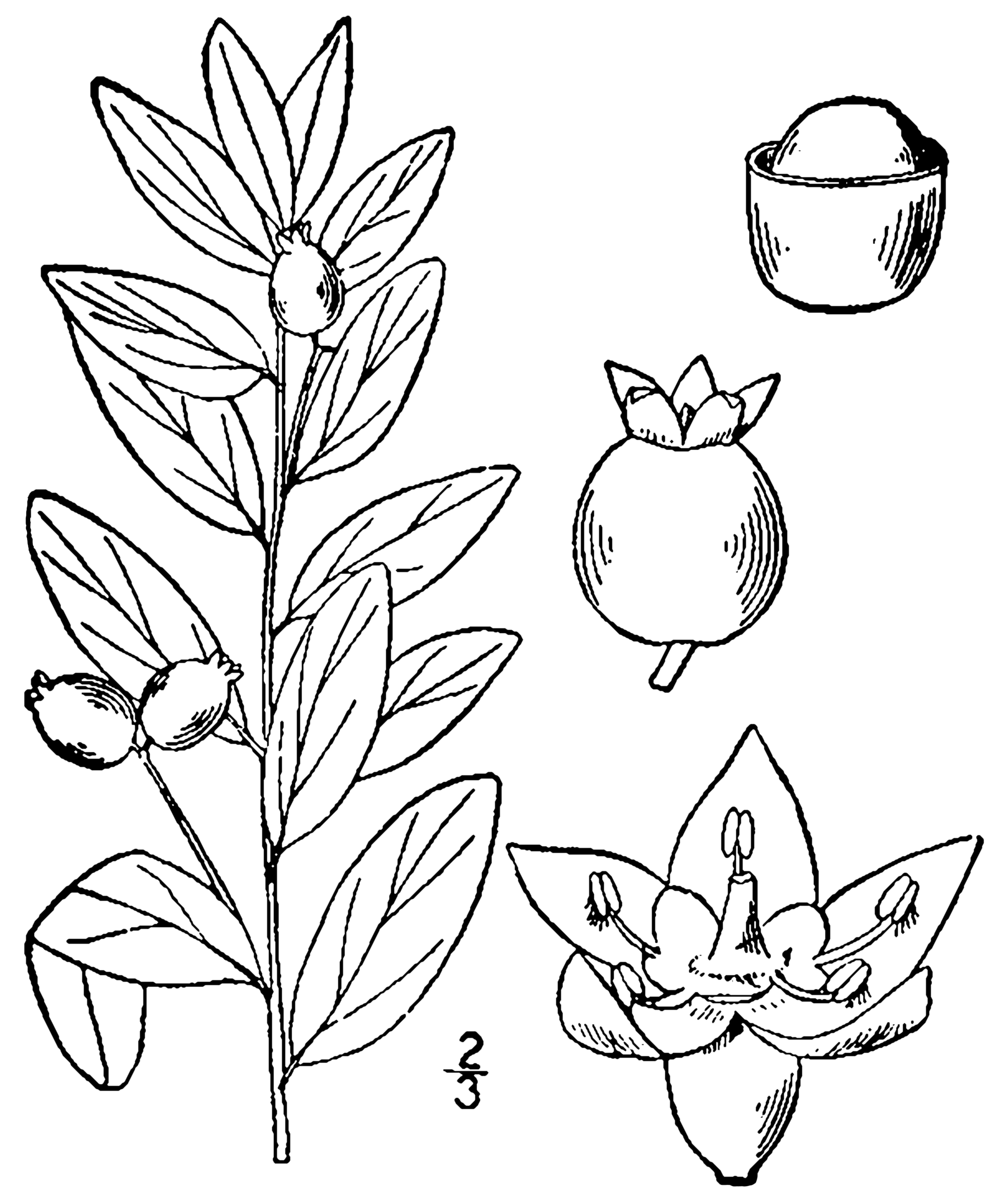